# Personaggi arturiani
Il ciclo arturiano comprende molti personaggi, i cui nomi spesso differiscono da versione a versione e da lingua a lingua. Eccone una lista:
- Accolon
- Aglovale
- Agravain
- Arden
- Ardbegh (Ardd)
- Amr
- Alioni
- André
- Anna (Morgause)
- Anne (Anghalhad)
- Aranak
- Area
- Re Artù
- Atollah
- Ambrosio Aureliano
- Ban
- Balan
- Balin
- Re Bartra
- Baruja
- Balgis (latino: Balgius)
- Bedivere (gallese: Bedwyr)
- Bellion
- Blanchefleur
- Bors il Vecchio
- Bors il Giovane
- Breunor il Nero
- Bruto di Britannia
- Cador
- Cain
- Caelia
- Calmadios
- Calogrenant
- Caradoc
- Cath Palug
- Cathz
- Cavaliere Nero
- Cavaliere Fatato
- Cavaliere Rosso
- Cavaliere Verde
- Cerdic del Wessex
- Chandler
- Claudas
- Costanzo figlio di Costantino
- Costantino II di Britannia
- Costantino III di Britannia
- Culhwch
- Cynric del Wessex
- Dabuzu
- Dagonet
- Dale
- Dana
- Dama del Lago
- Dahaaka
- Daymond
- Dahlia
- Daniel
- Daniel von Blumenthal
- Lady Derrieri
- Diane la gigantessa
- Dinadan
- Dindrane (italiano: Agrestizia)
- Donnie
- Dogedo
- Doni
- Dolchomonte
- Dolores
- Derocchio
- Deldry
- Denzel
- Deathpierce
- Lord Dreyfus
- Dumbelas
- Lord Drole
- Elaine di Astolat
- Elaine di Benoic
- Elaine di Corbenic
- Elaine di Garlot
- Elaine la Giovane
- Elba
- Ellen
- Ellatte
- Eliwlod
- Elyan il Bianco
- Enid
- Ende
- Erec
- Eric
- Esclabor
- Esclados
- Escanor
- Estaro
- Lord Estarossa
- Ettore
- Ettore de Maris
- Feirefiz
- Fraudrin
- Friesia
- Gaheris
- Galahad
- Gannon
- Galeschin
- Golgius
- Galla
- Guila
- Gallhand
- Gareth
- Gawain (latino: Walwanus, gallese: Gwalchmai, irlandese: Balbhuaidh)
- Geraint
- Glariza
- Gilthunder
- Ginevra
- Gingalain
- Giuseppe di Arimatea
- Giosefo di Arimatea
- Glatisant la Bestia
- Gerheade
- Re Gloxinia
- Gorlois
- Gelda
- Gornemant
- Ganne
- Gowther
- Grayroad
- Griamore
- Griflet
- Gringolet
- Guila
- Guinevak
- Sir Gustav
- Re Harlequin
- Hawk
- Helbraham
- Hendrickson
- Hengest
- Hoel
- Hugo
- Horsa
- Howser
- Igraine
- Izraf
- Isotta
- Jericho
- Kay (gallese: Cai, latino: Caius)
- Kahedin
- Kaide
- Katts
- Khusakh
- Jelamet
- Jenna
- Jillian
- Jigumo
- Jude
- Lamorak
- Lancillotto
- Lanval
- Laudine
- Leodegrance
- Lionel
- Lohengrin
- Liz
- Luigi
- Lot
- Lucano
- Lucio
- Ludociel
- Lunete
- Madoc
- Mael
- Matrona
- Meleagant
- Marco di Cornovaglia (latino: Marcus Cunomorus)
- Lady Margharett
- Meirchion
- Melascula
- Melehan
- Mead
- Mera
- Marmas
- Meliodas
- Melou
- Monspeet
- Murano
- Merlino (gallese: Myrddin)
- Mordred
- Morfydd
- Morgana
- Morgause
- Mod
- Morholt
- Morien
- Sir Mortlach
- Nasiens
- Nentres
- Nanashi
- Nadja
- Nerobasta
- Nimue
- Oberon
- Olwen
- Ordo
- Orlondi
- Orgeluse
- Palamedes
- Sir Pelgart
- Pellam
- Pelleas
- Pelles
- Pellinore
- Percival (gallese: Peredur)
- Peronia
- Pelliot
- Re pescatore
- Pump
- Puora
- Rajine
- Rience
- Rou
- Ruin
- Ren
- Sagramore
- Slader
- Safir
- Segwarides
- Simon
- Sariel
- Solaada
- Sennett
- Selion
- Taliesin
- Sir Talisker
- Tarmiel
- Taizoo
- Thomas
- Torah
- Tanto
- Twigo
- Tom a'Lincoln
- Tor
- Tristano
- Urien
- Uther Pendragon
- Vortigern (latino: Urtigernus)
- Veronica
- Vortimer
- Vivian
- Varghiaus
- Wiligelmo (menestrello)
- Ysbaddaden
- Ywain (gallese: Owain)
- Ywain il Bastardo
- Waillo
- Weinheidt
- Zaneri
- Lord Zeldris
- Zeno
- Zoria
- Zaratras
- Zhivago